# Freddy heute
Freddy heute ist das 24. Studioalbum des österreichischen Schlagersängers Freddy Quinn, das 1971 im Musiklabel Polydor (Nummer 2371 192) erschien. Es ist mit Platz 48 in den deutschen Albumcharts bis heute (Stand: 2021) das letzte Studioalbum Quinns in den deutschen Charts. Die erfolgreichste Singleauskopplung war Alle Abenteuer dieser Erde, das sich auf Platz 14 der deutschen Singlecharts einreihen konnte.

## Titelliste
Das Album beinhaltet folgende zwölf Titel:
- Seite 1

1. Land ohne Namen (geschrieben von Georg Buschor und Wolfgang Rödelberger)
2. Ich hab ein Herz vergessen (geschrieben von Georg Buschor und Wolfgang Rödelberger)
3. Love Story (Where Do I Begin) (im Original als Love Story von Francis Lai & his Orchestra, geschrieben von Carl Sigman und Francis Lai, 1970[3])
4. Über den Wolken (geschrieben von Freddy Quinn und Heinz Schumacher [unter dem Pseudonym Ronny Hein])
5. Die Reise ohne Wiederkehr (im Original als Kaïmos von Stelios Kazantzidis & Marinella, 1970[4])
6. Bleib nicht allein (geschrieben von Georg Buschor und Wolfgang Rödelberger)

- Seite 2

1. Michael und Robert (geschrieben von Georg Buschor und Wolfgang Rödelberger)
2. Alle Abenteuer dieser Erde (geschrieben von Christian Bruhn und Georg Buschor)
3. For The Good Times (im Original von Bill Nash, 1968[5])
4. Das Tal in Mexiko (geschrieben von Freddy Quinn und Georg Buschor)
5. Wenn der Tag neu beginnt (geschrieben von Bert Kaempfert und Georg Buschor)
6. Sankt Helena (Wer denkt daran, wie bald sich alles ändern kann) (geschrieben von Georg Buschor und Wolfgang Rödelberger)

## Charts und Chartplatzierungen

### Album
| Jahr | Titel        | Höchstplatzierung, Gesamtwochen/‑monate, AuszeichnungChartplatzierungen (Jahr, Titel, Platzierungen, Wochen/Monate, Auszeichnungen, Anmerkungen) | Höchstplatzierung, Gesamtwochen/‑monate, AuszeichnungChartplatzierungen (Jahr, Titel, Platzierungen, Wochen/Monate, Auszeichnungen, Anmerkungen) | Höchstplatzierung, Gesamtwochen/‑monate, AuszeichnungChartplatzierungen (Jahr, Titel, Platzierungen, Wochen/Monate, Auszeichnungen, Anmerkungen) | Anmerkungen                     |
| Jahr | Titel        | DE | AT | CH | Anmerkungen                     |
| ---- | ------------ | --- | --- | --- | ------------------------------- |
| 1971 | Freddy heute | DE48 (1 Mt.)DE | — | — | Charteinstieg: 15. Oktober 1971 |

grau schraffiert: keine Chartdaten aus diesem Jahr verfügbar

### Singleauskopplungen
| Jahr | Titel                                                                                 | Höchstplatzierung, Gesamtwochen/‑monate, AuszeichnungChartplatzierungen (Jahr, Titel, , Platzierungen, Wochen/Monate, Auszeichnungen, Anmerkungen) | Höchstplatzierung, Gesamtwochen/‑monate, AuszeichnungChartplatzierungen (Jahr, Titel, , Platzierungen, Wochen/Monate, Auszeichnungen, Anmerkungen) | Höchstplatzierung, Gesamtwochen/‑monate, AuszeichnungChartplatzierungen (Jahr, Titel, , Platzierungen, Wochen/Monate, Auszeichnungen, Anmerkungen) | Anmerkungen                      |
| Jahr | Titel                                                                                 | DE | AT | CH | Anmerkungen                      |
| ---- | ------------------------------------------------------------------------------------- | --- | --- | --- | -------------------------------- |
| 1969 | Alle Abenteuer dieser Erde / Versunkene Träume                                        | DE14 (2 Mt.)DE | — | — | Charteinstieg: 1. Juni 1969      |
| 1971 | Sankt Helena (Wer denkt daran, wie bald sich alles ändern kann) / Fahrt ins Abenteuer | DE17 (23 Wo.)DE | — | — | Charteinstieg: 6. September 1971 |
| 1971 | Michael und Robert / Das Tal in Mexiko                                                | DE26 (6 Wo.)DE | — | — | Charteinstieg: 8. November 1971  |